# Rájec-Jestřebí
Rájec-Jestřebí − miasto w Czechach, w kraju południowomorawskim. Utworzone w 1960 przez połączenie miejscowości Rájec nad Svitavou i Jestřebí.
Według danych z 31 grudnia 2003 powierzchnia miasta wynosiła 1 566 ha, a liczba jego mieszkańców 3 619 osób.

## Demografia
| Rok             | 1970  | 1980  | 1991  | 2001  | 2003  |
| --------------- | ----- | ----- | ----- | ----- | ----- |
| Liczba ludności | 3 506 | 3 576 | 3 521 | 3 562 | 3 619 |

Źródło: Czeski Urząd Statystyczny

## Komunikacja
Stacja kolejowa Rájec-Jestřebí na linii Brno – Česká Třebová.